# Перу Эшкобар
Перу Эшкобар (Эшкубар) (порт. Pêro Escobar) — португальский мореплаватель XV века, выдающийся штурман, участник множества важных экспедиций своего времени.
В 1471 году богатый португальский купец Фернан Гомиш отправил к югу вдоль западного побережья Африки экспедицию, командовали которой Жуан де Сантарен и Перу Эшкобар. Экспедиция прошла вдоль Золотого Берега (побережье современной Ганы), достигла экватора, открыв попутно острова Сан-Томе и Принсипи. Позже Эшкобар участвовал в одном из плаваний Диогу Кана.
В 1497 году, как один из опытнейших мореплавателей Португалии, принял участие в плавании Васко да Гамы в Индию в качестве штурмана на каравелле «Берриу» под командованием Николау Куэлью. «Берриу» первым из двух уцелевших судов экспедиции вернулось в Лиссабон с вестью об открытии Индии. Также Перу Эшкобар участвовал и в экспедиции Кабрала, открывшей Бразилию.
Фигура Перу Эшкобара присутствует на Памятнике первооткрывателям в Лиссабоне в числе фигур других выдающихся португальских деятелей эпохи Великих географических открытий.